# Femme rabbin
Une femme rabbin est un rabbin, ministre du culte judaïque, de sexe féminin. Son métier est parfois féminisé en rabbine.
Le rôle des femmes dans le rabbinat a été vivement débattu au sein du peuple juif. Les mouvements libéraux, reconstructionnistes et massortis acceptent le rabbinat des femmes, tandis que le courant orthodoxe rejette leur ordination. Les premières traces de femmes souhaitant devenir rabbin remontent aux années 1860.

## Historique
Le débat sur l’accession des femmes au rabbinat, au sein des divers courants du judaïsme se base sur la question du respect de la tradition et des lois du judaïsme (halakha).
Lena Aronsohn, de Hot Springs, en Arkansas, est un autre exemple de femme juive qui semblait prête à devenir rabbin,,. En 1892 et 1893, Aronsohn aurait entrepris de devenir rabbin. Selon un récit, Aronsohn a commencé à donner des conférences publiques à la communauté juive de Shreveport, en Louisiane, afin de gagner suffisamment d'argent pour poursuivre sa formation rabbinique. En 1908, Mme Anna G. Abelson, d'Akron (Ohio), aurait assumé le rôle de rabbin en l'absence de son mari,,,. Au milieu des années 1920, Avis Clamitz (épouse du rabbin Charles E. Shulman) s'est inscrite à un programme rabbinique et a ensuite exercé périodiquement les fonctions de rabbin à titre officieux pour de petites congrégations en Virginie.
Tandis qu'un courant autorise depuis son commencement l’ordination des femmes (judaïsme reconstructionniste) (un mouvement relativement récent), le débat sur l’ordination des femmes provoque un temps une polémique au sein d’autres mouvements (Mouvement Massorti, judaïsme libéral), qui finalement les intègrent pour la plupart au sein de cette structure religieuse.
Le mouvement orthodoxe rejette l’ordination des femmes dans sa majorité. Il existe aujourd'hui plusieurs institutions orthodoxes remettant l'ordination aux femmes, mais la plupart des institutions orthodoxes rejettent ces actions et excluent partiellement les femmes des séminaires théologiques et des écoles rabbiniques.
Les femmes rabbins restent très peu nombreuses en Europe, à l’inverse des États-Unis, où les courants libéraux possèdent une plus grande importance.
De même, aux États-Unis, le premier rabbin trans, Reuben Zellman (en), est ordonné, le 16 mai 2010. Il est rabbin au temple Beth El de Berkeley (Californie).

### Judaïsme réformé - libéral
Dès le départ, le courant réformiste, aussi appelé libéral ou progressiste, permet aux hommes et aux femmes de prier ensemble - une décision fondée sur la philosophie égalitaire. Les dirigeants du mouvement proposent l'idée de femmes rabbins dans les années 1800, mais ce n'est qu'en 1922 que la question des femmes dans le rabbinat est discutée formellement par la Conférence centrale des rabbins américains (CCRA). La discussion porte sur deux questions : la position des femmes rabbins dans le judaïsme traditionnel, et la question de savoir si le mouvement de réforme doit suivre la tradition. À l'époque les chefs religieux réformistes considèrent l'ordination des femmes comme une violation de l'Halakha, et craignent que l'octroi aux femmes d'une place dans le rabbinat réformiste « donnerait au judaïsme traditionnel une bonne raison de remettre en question notre autorité… ». En outre, le rabbinat réformiste de l'époque estime qu'en admettant les femmes au rabbinat, ceci serait préjudiciable à la vie familiale car le rabbinat exigerait à des femmes de choisir entre le rôle de rabbin et la tâche de mère de famille juive. Le rabbinat réformiste vote donc contre une réforme permettant aux femmes de devenir rabbins.
Le rôle des femmes, cependant, change radicalement dans les sociétés occidentales durant le XXe siècle, et des femmes se battent pour obtenir dans la société, y compris le droit de vote. Le Conseil national des femmes juives (en langue anglaise National Council of Jewish Women (NCJW) et le groupe féministe Hadassah sont créés au cours de cette période, ouvrant la voie aux femmes pour participer dans des domaines traditionnellement masculins et dans des institutions patriarcales, telles que le rabbinat.

### Judaïsme massorti - conservateur
Le mouvement massorti, aussi appelé conservateur, fondé sur la prémisse que la Halakha est en évolution, tient de nombreux débats internes mais la décision de donner aux femmes l'accès au rabbinat cause également des dissensions parmi ses leaders, ce qui entraîne de nombreux érudits talmudiques à quitter le mouvement pour former leur propre institution. En 1973, le Committee on Jewish Laws and Standards (CJLS) adopte une loi permettant aux femmes de participer activement dans le Minian. Mais un an plus tard, en 1974, le comité vote contre l'accès des femmes au rabbinat. La question est de savoir si les femmes peuvent être en mesure de remplir adéquatement leurs rôle et taches de rabbin : le Comité décide alors d'effectuer une étude plus approfondie sur la question. En décembre 1977, l'Assemblée rabbinique et le Jewish Theological Seminary créent conjointement la Commission pour l'étude de l'ordination des femmes rabbins. Un an plus tard, en 1978, onze membres de la commission (tous des hommes) conviennent qu'« il n'y a aucune objection halakhiques aux actes de formation et d'ordination d'une femme d'être un rabbin, un pasteur et un enseignant. » Les conclusions de la commission sont présentés à l'Assemblée rabbinique. Mais la question est abandonnée, et la controverse continue au sein du Mouvement Massorti. Au printemps 1983, le rabbin Gershon Cahen, chancelier du mouvement Massorti annonce qu'il va soulever la question à nouveau devant le Jewish Theological Seminary. En octobre 1983, le séminaire vote pour admettre les femmes à l'école rabbinique. Peu après, le Mouvement Massorti ouvre le collège rabbinique aux femmes désirant devenir rabbin.

### Judaïsme reconstructionniste
Le mouvement reconstructioniste donne accès au rabbinat aux femmes dès sa création. En 1968, les femmes sont acceptées sans controverse au Collège rabbinique reconstructionniste,. En 2005, 24 des 106 synagogues du mouvement aux États-Unis ont à leur direction des femmes rabbins.
De plus, les femmes rabbins du mouvement reconstructionniste contribuent à la création de rituels religieux : des rituels sont créés pour les naissances, les mariages, les divorces et la ménopause. Plusieurs rabbins du mouvement reconstructionniste se sont engagés à créer une liturgie en accord avec les idées d'égalité femmes-hommes,.

### Judaïsme orthodoxe - traditionaliste
Certaines femmes ont franchi les barrières traditionnelles du judaïsme orthodoxe pour devenir rabbins. Au moins deux femmes ont reçu la semikha : Mimi Feigelson, une élève du rabbin Shlomo Carlebach, est ordonnée en juillet 2000 par un panel de trois rabbins. Cependant, Feigelson ne peut utiliser le titre « rabbi » par respect pour le rabbinat. Par la suite à Jérusalem, en octobre 2000, Eveline Goodman-Thau est ordonné par le rabbin Jonathan Chipman. Elle non plus ne peut utiliser le titre de « rabbi ».
Ces dernières années, 2008-2011, le nombre de femmes suivant des cours dans des yeshivot est en augmentation importante en Israël : l'Institut Shalom Hartman, fondé par le rabbin David Hartman a ouvert en 2009 un programme qui accorde la semikha aux femmes. Ces possibilités d'apprentissage religieux ont conduit à une nouvelle classe de femmes savantes orthodoxes. Le rabbin Aryeh Strikovski a travaillé dans les années 1990 avec le rabbin Avraham Shapira, pour lancer le programme de formation des femmes orthodoxes Toanot halakhiques auprès des tribunaux rabbiniques. Ils ont depuis formé 72 femmes. En outre, le rabbin Strikovsky a accordé l'ordination de Haviva Ner-David en 2006. Elle non plus ne peut utiliser le titre de « rabbi ».
En 2018, Dina Brawer, fondatrice de JOFA UK, est devenue la première femme orthodoxe britannique à être ordonnée. En 2021, Shira Marili Mirvis, d'Efrat, est devenue la première femme orthodoxe à diriger une congrégation religieuse,.
Aux États-Unis, la Yeshivat Maharat, se réclamant de l'orthodoxie moderne, est créé en 2009 par le rabbin Avi Weiss et donne l'ordination rabbinique aux femmes, en leur laissant le choix de leur titre : « Rabbi », « Rabba », « Maharat », ou « Darshanit ».
En 2022, Myriam Ackermann-Sommer est diplômée de la Yeshivat Maharat et devient la première femme rabbin moderne-orthodoxe à exercer en France, sous le titre de « Rabbanit ».

## Quelques femmes rabbins

### AuXVIIesiècle
- Asenath Barzani, une Juive kurde du XVIIe siècle, reçoit le titre de Tanna'it et dirige une yechiva.

### AuXVIIIesiècle
- Hannah Rachel Verbermacher, surnommée la vierge de Ludomir, dirige une congrégation hassidique dans le shtetl de Ludomir puis à Jérusalem

### AuXXesiècle

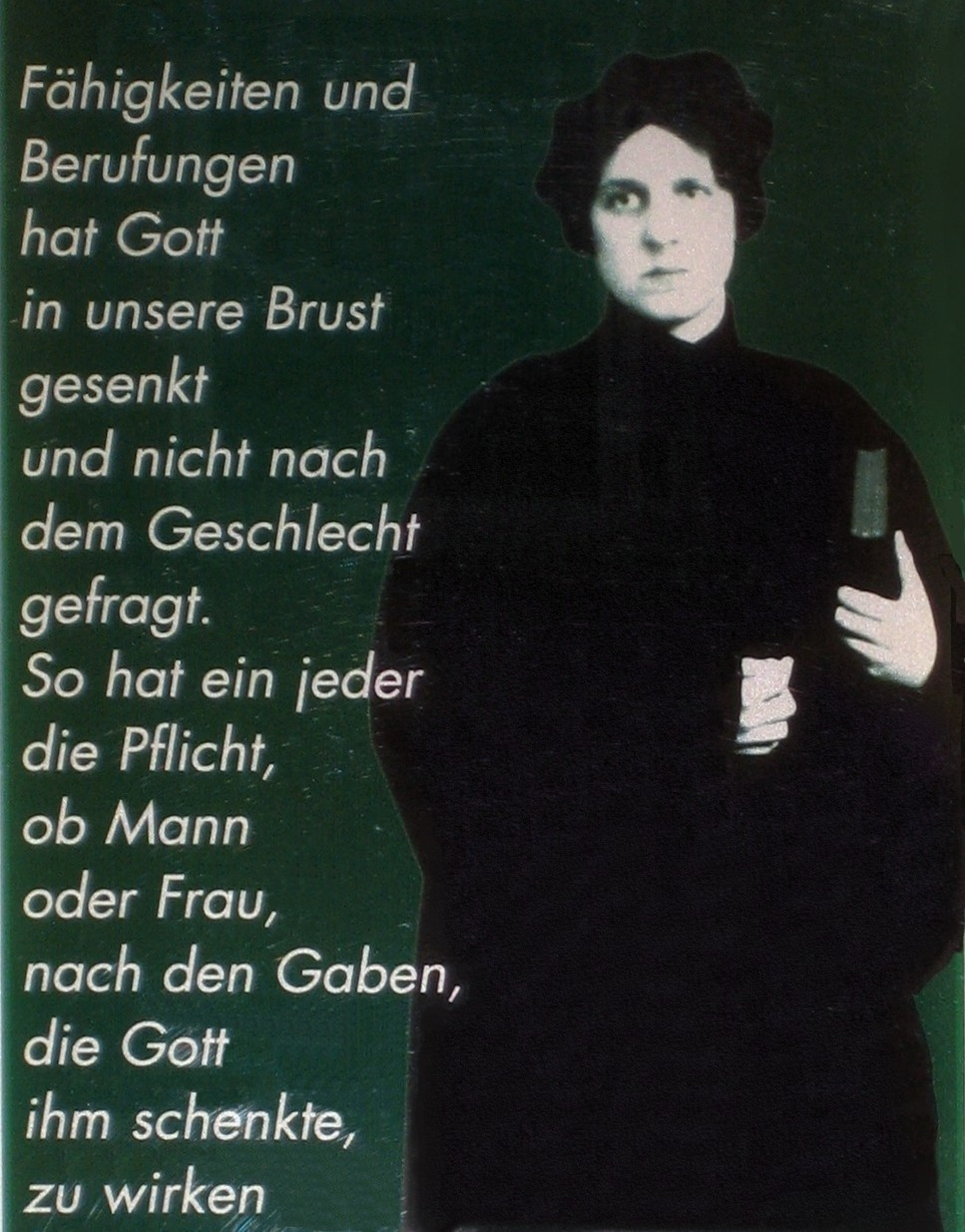
Rabbi Regina Jonas, première femme rabbin.

- Regina Jonas, première femme ordonnée rabbin, en 1935, par un rabbin lié au courant libéral du judaïsme. Après la Seconde Guerre mondiale et la Shoah, la portée historique de son ordination fut oubliée.
- Paula Ackerman, première femme qui exerce les fonctions de rabbin aux États-Unis, dans les années 1950 et 1960, mais sans avoir jamais été ordonnée.
- Sally Priesand, première femme ordonnée rabbin aux États-Unis, en 1972, par le mouvement réformé.
- Sandy Eisenberg Sasso, première femme rabbin du judaïsme reconstructionniste en 1974.
- Jackie Tabick, première Britannique ordonnée rabbin, en 1975.
- Deborah Brin, première femme rabbin ouvertement lesbienne[29]
- Kinneret Shiryon, ordonnée en 1981 aux États-Unis, première femme rabbin en fonction en Israël.
- Elyse Goldstein première Canadienne ordonnée rabbin en 1983, au sein du mouvement du judaïsme réformiste.
- Amy Eilberg, première femme du mouvement massorti ordonnée rabbin, en 1985.
- Pauline Bebe, première Française rabbin, ordonnée en 1990, fondatrice de la Communauté juive libérale d'Île-de-France.

### AuXXIesiècle
- Séverine Sokol, deuxième rabbin française, ordonnée en 2003 au Leo Baeck College - Centre For Jewish Education de Londres, et première femme rabbin exclusivement d'origine sépharade d'Afrique du Nord. Elle a exercé en Grande-Bretagne et exerce actuellement aux États-Unis.
- Floriane Chinsky, troisième rabbin de nationalité française, ordonnée en 2004, exerçant à Bruxelles depuis 2005 et fondatrice de la Communauté juive massorti Chir Hadach (Bruxelles), elle est la quatrième femme rabbin à exercer aujourd'hui à Paris au MJLF depuis 2014.
- Célia Surget (en), deuxième femme rabbin en France, ordonnée en 2007, qui a travaillé quatre ans au Mouvement juif libéral de France[30]. Elle exerce aujourd'hui à Londres.
- Delphine Horvilleur, troisième femme rabbin en France, ordonnée en 2008 à New York, exerce au MJLF.
- Margit Oelsner-Baumatz, première femme rabbin en Argentine, ordonnée en 2010.
- Sandra Lawson, première rabbin ouvertement homosexuelle, ordonnée en 2018[31].
- Daniela Touati, ordonnée rabbin en 2019 au Leo Baeck College à Londres et exerçant dans la communauté libérale Keren Or à Lyon[32].
- Iris Ferreira, première femme ordonnée rabbine en France, le 4 juillet 2021 à Paris, exerce à l'Union juive libérale de Strasbourg[33]. Ayant subi une transition[34] en 2023, elle prend le nom de Josué Ferreira et devient de fait le premier rabbin transgenre en France.
- Myriam Ackermann-Sommer, première femme rabbin du courant de l'orthodoxie moderne à exercer en France[35].